# 枣林镇 (巴中市)
枣林镇，是中华人民共和国四川省巴中市巴州区下辖的一个乡镇级行政单位。

## 行政区划
枣林镇下辖以下地区：
渔江社区、灵云社区、高岩村、八字村、清滩村、清溪沟村、檬子树村、漩滩村、牌坊梁村、阴灵山村、七里扁村、南台村和枣林村。